# Peng Shuzhi
Peng Shuzhi (auch: Peng Shu-tse; Chinesisch: Péng Shùzhī 彭述之; geboren am 26. November 1895 in Tongluo (chinesisch 铜锣村), heute Teil des Dorfes Zhuanjiaoqiu in der Gemeinde Yanggu’ao in China; gestorben am 28. November 1983 in den USA) war ein Führungsmitglied der Kommunistischen Partei Chinas und wurde Trotzkist.

## Leben
Peng studierte in Moskau. 1922 war er Delegierter zum Ersten Kongress der kommunistischen und revolutionären Organisationen des Fernen Ostens. Nach seiner Rückkehr nach China wurde er Mitglied des Zentralkomitees der KPCh, leitete die Propagandaarbeit der Partei und gab während der Revolution von 1925–1927 ihre Zeitschrift heraus. Im November 1929 wurde er wegen Unterstützung des Trotzkismus gemeinsam mit Chen Duxiu aus der Partei ausgeschlossen. Später lebte er im Exil in Los Angeles (Kalifornien).

## Werke
- 《彭述之選集》, 3 Bde. Hongkong: 十月出版社, 1983.
- 《彭述之回憶錄》, 2 Bde. Hongkong: 天地圖書, 2016; ISBN 978-988-8257-10-2, ISBN 978-988-8257-11-9.
- Li Fu-jen (= Frank Glass), Peng Shu-tse: Revolutionaries in Mao’s Prisons: Case of the Chinese Trotskyists. 1974.
- Peng Shu-tse, Leslie Evans: The Chinese Communist Party in Power. Pathfinder Press, 1980. ISBN 0-913460-75-3.